# برتولد (داکوتای شمالی)
برتولد(به انگلیسی: Berthold) شهری در ایالت داکوتای شمالی کشور ایالات متحده آمریکا است که جمعیت آن در سرشماری سال ۲۰۱۰ میلادی، ۴۵۴ نفر بوده‌است.